# Klas Bernhard Hasselberg
Klas Bernhard Hasselberg, född 3 september 1848 i Vånga församling i Skaraborgs län, död 23 maj 1922 i Stocksund, var en svensk astronom och fysiker.
Hasselberg blev student vid Uppsala universitet 1866 samt filosofie kandidat och filosofie doktor 1872. Han antogs samma år till extra ordinarie astronom vid Pulkovo-observatoriet, företog 1873 studieresor till observatorierna i Vilnius, Berlin, Schwerin, Hamburg och Bothkamp, huvudsakligen för solfotografiska studier, och ledde som chef den astronomiska expedition från Pulkovo, som i Possiet, Amurlandet, observerade Venuspassagen 9 december 1874. Han utnämndes 1875 till adjunkt-astronom för astrofysik, 1879 till hovråd och 1883 till äldre astronom för astrofysik med statsråds rang. Jämte observatoriets direktor deltog han som ombud för Ryssland i den astrofotografiska kongressen 1887 i Paris. År 1888 kallades han till svenska Vetenskapsakademiens fysiker. Förutom av andra vetenskapliga sällskap, bland dem Accademia dei Lincei i Rom, var han från 1890 ledamot av Vetenskapsakademien, vars præses han blev 1908, av Vetenskapssocieteten i Uppsala och av Fysiografiska sällskapet i Lund (1908). Från 1900 var han Sveriges representant i internationella meterkommittén i Paris och ledamot av Vetenskapsakademiens Nobelkommitté för fysik.
Hasselbergs vetenskapliga undersökningar tillhör samtliga skilda områden inom astrofysiken och spektralanalysen. Han redogjorde för sina observationer av Venuspassagen 1874 i Bearbeitung der photographischen Aufnahmen im Hafen Possiet (1874). I avhandlingen Über die Spectra der Cometen und ihre Beziehung zu denjenigen gewisser Kohlenverbindungen undersökte han i historiskt sammanhang kometernas spektra. Han lyckades vidare uppvisa, att de band, som förekommer i kometspektra, tydligen är modifierade kolväteband och att elektriska fenomen spelar en stor roll hos kometerna. Norrskenets spektrum studerade han med ungefär samma resultat som Anders Jonas Ångström och Hermann Carl Vogel i Über das durch electrische Erregung erzeugte Leuchten der Gase bei niedriger Temperatur. Till den rena fysiken hör hans experimentellt väl utförda undersökningar över vätets, kvävets och jodgasens spektra samt Studien auf dem Gebiete der Absorptions-Spektralanalyse (1878).
Hasselberg ägnade sig senare främst åt en fullständig revision av speciellt metallernas spektra, ett arbete av fundamental betydelse. Resultaten av dessa undersökningar publicerades i en serie monografier över olika metallers spektra, intagna i Vetenskapsakademiens handlingar. Av hans senare skrifter kan nämnas Om totala solförmörkelser och deras betydelse för studiet af solens fysik (1913). Sitt stora matematisk-fysisk-astronomiska bibliotek skänkte han 1921 till Uppsala universitet. Hasselberg gifte sig 1875 med Julia Elisabeth Walter. Hennes förmögenhet gjorde familjen nästintill ekonomiskt oberoende. Makarna Hasselberg är begravda på Norra begravningsplatsen utanför Stockholm.